# Cartucho de pescao
El cartucho de pescao es un pase de muleta que se suele ejecutar al inicio de las faenas, con la muleta plegada en la mano izquierda y la espada en la derecha apoyada en la cadera, en el que el torero espera estático la llegada del toro para desplegar la muleta cuando éste llega a su jurisdicción, continuando después el toreo al natural.

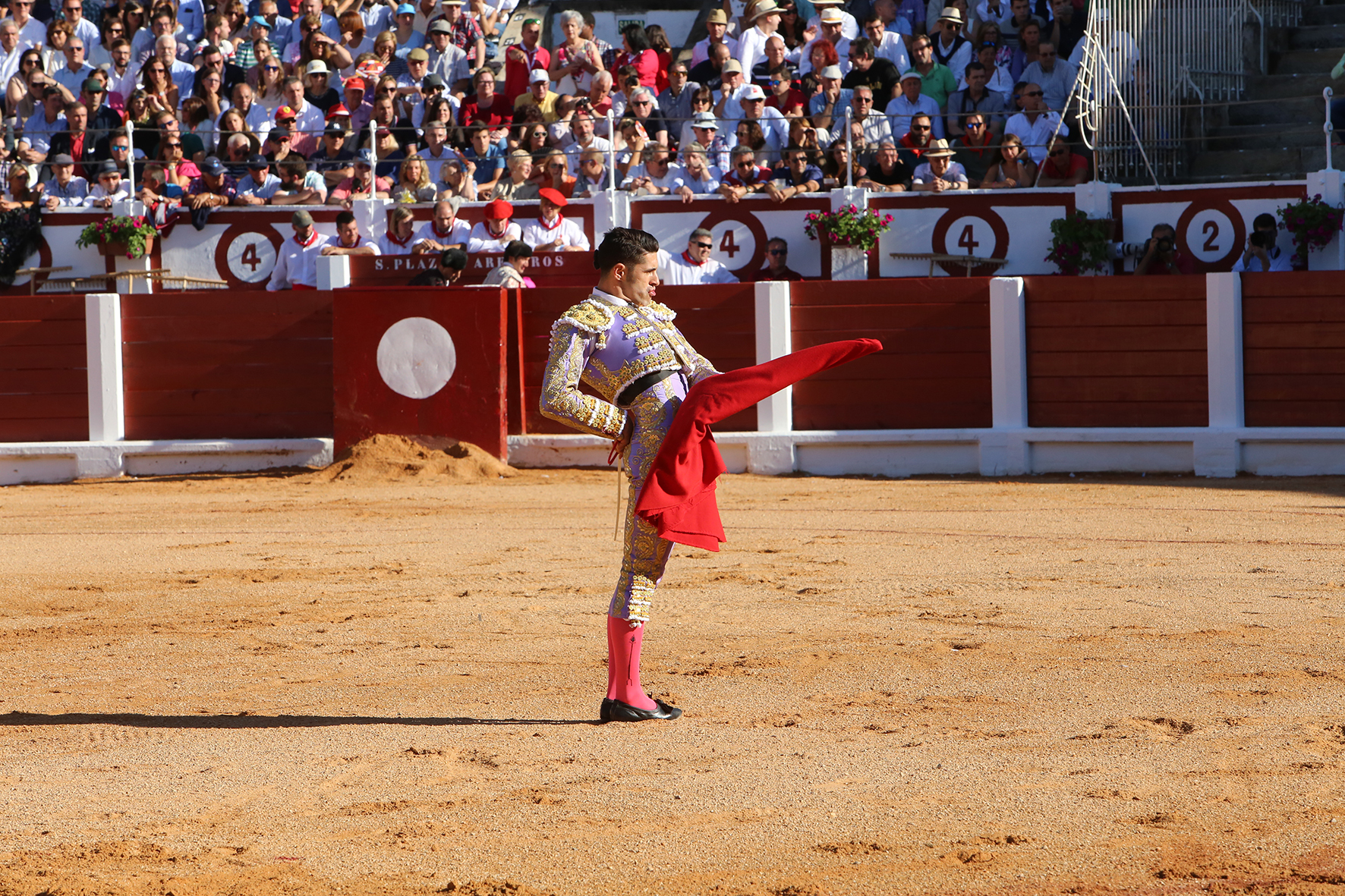
Alejandro Talavante, citando con el cartucho de pescado. La muleta plegada, hasta la llegada del toro. Gijón, 11 de agosto de 2017

El origen del nombre proviene de la similitud entre los cartuchos de papel en los que los sevillanos se comen el pescado frito y la forma en la que la muleta queda enrollada en la mano izquierda del torero antes de dar el lance, aunque también se la puede encontrar mencionada como “suerte del cartucho”.
Aunque la invención de este pase es atribuida al torero sevillano Pepe Luis Vázquez, que fue sin duda quien lo inmortalizó debido a que solía comenzar sus faenas de muleta con ese pase, ya Manuel García “El Espartero” (1865-1894) lo realizó en su época de matador de toros.Y Joselito el Gallo, el 18 de abril de 1915, lo realizó en Sevilla a un toro de Gamero Cívico.
La ejecución de este pase requiere del torero el valor suficiente para aguantar sin moverse la llegada del toro y los conocimientos técnicos para saber en qué momento desplegar la muleta, en función de la bravura y velocidad del animal. Evidentemente, para poder ejecutar este pase el toro tiene que ser noble y de buena embestida por el pitón izquierdo.
Junto a la Real Maestranza de Caballería de Sevilla existe una estatua en homenaje a Pepe Luis Vázquez en la que aparece dando el cartucho de pescao, monumento inaugurado en el año 2003.